# Nil Recurring
Nil Recurring è il settimo EP del gruppo musicale britannico Porcupine Tree, pubblicato il 17 settembre 2007 dalla Transmission Recordings.

## Descrizione
Comprende quattro brani per un totale di circa 29 minuti di musica scritte durante le sedute di registrazione di Fear of a Blank Planet. Secondo il frontman Steven Wilson, Nil Recurring va considerato come un disco a sé stante: sebbene collegato al precedente album, conserva dei tratti autonomi, rintracciabili nelle sonorità e in parte anche nei testi, che proseguono l'esplorazione cinica della personalità degli adolescenti. Il brano What Happens Now? è il più significativo da questo punto di vista: nelle sonorità ricorda Burning sky sull'album Up the Downstair. Nel brano Normal un contrappunto chitarristico approfondisce il messaggio dei testi e rende il pezzo più strutturato. È evidente l'influenza degli Opeth nelle aperture improvvise, con riff di chitarra particolarmente aggressivi. Nel brano omonimo compare un tappeto sonoro campionato da Robert Fripp; è l'unico brano strumentale. Cheating the Polygraph è stata suonata nel tour promozionale del 2006 Arriving Somewhere, ma poi esclusa dalla scaletta finale del disco, sostituita da Way Out of Here.

## Pubblicazione
Le prime 5000 copie dell'EP furono distribuite in formato digipak apribile attraverso l'etichetta personale dei Porcupine Tree, la Transmission. La forte richiesta ha fatto programmare una nuova ristampa nei primi mesi del 2008 in regolare formato CD. Inoltre, una versione in 5.1 Surround Sound è stata inclusa nell'edizione DVD-A di Fear of a Blank Planet.

## Tracce
1. Nil Recurring – 6:08
2. Normal – 7:09
3. Cheating the Polygraph – 7:10
4. What Happens Now? – 8:23

## Formazione
Gruppo
- Steven Wilson – chitarra elettrica e acustica, voce
- Colin Edwin – basso
- Richard Barbieri – tastiera, programmazione
- Gavin Harrison – batteria, percussioni

Altri musicisti
- Robert Fripp – soundscapes (traccia 1)
- Ben Coleman – violino elettrico (traccia 4)[2]

## Classifiche
| Classifica (2008) | Posizione massima |
| ----------------- | ----------------- |
| Regno Unito       | 137               |